# Mesophyllum lichenoides
Mesophyllum lichenoides (J.Ellis) Marie Lemoine, 1928  é o nome botânico  de uma espécie de algas vermelhas  pluricelulares do gênero Mesophyllum, subfamília Melobesioideae.
- São algas marinhas encontradas na Europa, África, América do Sul (Brasil), Austrália e em algumas ilhas do Atlântico.

## Sinonímia
| - Millepora byssoides var. fasciculus Lamarck - Mesophyllum lichenoides f. heterophylla Foslie - Millepora agariciformis Pallas, 1766 - Corallium lichenoides J. Ellis, 1768 - Millepora lichenoides (J. Ellis) J. Ellis & Solander, 1786 - Millepora alga Gmelin, 1791 - Nullipora agariciformis (Pallas) Lamarck, 1801 - Pocillopora agariciformis (Pallas) Ehrenberg, 1834 - Nullipora lichenoides (J. Ellis) Templeton, 1836 - Melobesia lichenoides (J. Ellis) Harvey, 1849 - Mastophora lichenoides (Ellis) Kützing, 1849 - Spongites agariciformis (Pallas) Kützing, 1849 | - Lithophyllum agariciformis (Pallas) Falkenberg, 1879 - Lithophyllum lichenoides (Ellis) Rosanoff ex Hauck, 1883 - Lithothamnion lichenoides (J. Ellis) Foslie, 1895 - Lithothamnion agariciforme Foslie, 1898 - Tenarea lichenoides (Ellis) Küntze, 1898 - Lithothamnion lichenoides var. agariciformis (Pallas) Foslie, 1900 - Sphaeranthera lichenoides (Ellis) Heydrich, 1907 - Lithophyllum lichenoides f. agariciformis (Pallas) Lemoine, 1911 - Lithophyllum lichenoides var. agariciformis (Pallas) Cotton, 1912 - Lithothamnion lichenoides var. agariciformis (Pallas) Newton, 1931 - Mesophyllum lichenoides f. agariciformis (Pallas) Hamel & Lemoine, 1953 |